# Distretto del Siang
Il distretto del Siang è un distretto dell'Arunachal Pradesh, in India. Il suo capoluogo è Pangin.
Il distretto è stato costituito nel 2015, scorporando alcuni territori dai distretti del Siang Occidentale e Siang Orientale.